# Camarotella costaricensis
Camarotella costaricensis är en svampart som först beskrevs av Frank Lincoln Stevens, och fick sitt nu gällande namn av K.D. Hyde & P.F. Cannon 1999. Camarotella costaricensis ingår i släktet Camarotella och familjen Phyllachoraceae.   Inga underarter finns listade i Catalogue of Life.